# 坪内定次
坪内 定次（つぼうち さだつぐ）は、江戸時代前期の旗本。
慶長元年（1596年）、坪内家定の次男として誕生。慶長15年（1610年）、2代将軍・徳川秀忠に拝謁して小姓組に列し、300石を拝領。秀忠直轄として近侍し、大坂の陣に従軍して武功を挙げる。寛永3年（1626年）の秀忠上洛にも供奉している。寛永10年（1633年）、甲斐国に500石を拝領して御徒頭に昇進したが、寛永18年（1641年）に徳川家光の勘気を被り、半年逼塞した。
正保元年（1644年）2月に御先鉄砲頭、同年12月に持筒頭に栄進。寛文3年（1663年）に致仕し、延宝元年（1673年）、死去。享年78。
家光が狩りに出かけた時これに供奉し、家光は自ら野猪を突き伏せるのに用いた平安城吉房の槍を定次に与えたという。